# Tegostoma baphialis
Tegostoma baphialis là một loài bướm đêm trong họ Crambidae.